# Carlos Vicuña (empresario)
Carlos Hugo Vicuña Fuentes (7 de diciembre de 1947 - 21 de mayo de 2000) fue un abogado y empresario chileno, gerente general de Madeco entre 1986 y 1999.
Estudió la carrera de derecho en la Universidad de Chile y luego cursó un posgrado en administración de empresas en la Universidad Técnica Federico Santa María.
En 1969 se vinculó a Madeco. Primero cumplió labores de contralor, luego de gerente de administración y finanzas, y, finalmente, de gerente general. Permaneció en esta responsabilidad hasta mediados de 1999, cuando pasó a ser asesor del directorio en medio de una profunda crisis. De su gestión destaca la colocación de American Depositary Receipt (ADR) en Nueva York y el fuerte proceso de internacionalización de la firma.
Entre 1992 y 1996 fue vicepresidente y director de Endesa, así como de sus filiales Pehuenche, Pangue, de generación, y Transelec, de transmisión.
También se desempeñó como vicepresidente de Alusa, director de Armat e Indalum en Chile, de Decker y Indelqui en Argentina, de Indeco en Perú y de Ficap en Brasil.
Al momento de su fallecimiento, víctima de un infarto agudo de miocardio en el Hospital San Juan de Dios de Los Andes, laboraba como director del holding eléctrico Enersis y asesor del grupo Luksic.